# La Prensa Gráfica
Pour les articles homonymes, voir La Prensa.
La Prensa Gráfica (nom signifiant, en français : « La Presse graphique »), est un quotidien salvadorien, de langue espagnole, publié à Antiguo Cuscatlán.
Le journal a été fondé le 10 mai 1915, sous le nom La Prensa, par deux frères, Antonio Dutriz and José Dutriz, qui en assurèrent conjointement la direction jusqu'en 1934. Antonio Dutriz renonça alors à ses responsabilités, pour cause de maladie, laissant la totalité des parts et des responsabilités à son frère José.
Le journal a pris son titre actuel, La Prensa Gráfica, le 10 août 1939, en absorbant un autre quotidien salvadorien créé quelques mois plus tôt, El Grafico.
Lorsque José Dutriz prit sa retraite, il partagea les responsabilités entre ses fils José et Roberto, qui eux-mêmes transmirent le relais, ultérieurement, à leurs propres fils Rodolfo et José Roberto.
Le journal est aujourd'hui, avec El Diario de Hoy, l'un des deux principaux quotidiens du Salvador.